# Penny Jamieson
Penelope "Penny" Ann Bansall Jamieson, DNZM (* 21. Juni 1942 in Chalfont St Giles, Buckinghamshire, England) ist eine anglikanische Bischöfin der Anglican Church in Aotearoa, New Zealand and Polynesia.

## Leben
Nach ihrer Schulzeit studierte Jamieson Linguistik an der University of Edinburgh in England. Danach zog sie nach Neuseeland, wo sie in Wellington in der innerstädtischen Mission arbeitete. An der Victoria University of Wellington studierte sie anglikanische Theologie., wo ihr der Doktor in Theologie gelang. 1983 wurde Jamieson zur anglikanischen Priesterin ordiniert. Von 1990 bis 2004 war Jamieson anglikanische Bischöfin des Bistums Dunedin in der Anglican Church in Aotearoa, New Zealand and Polynesia. Nach der Bischöfin Barbara Clementine Harris war Jamieson die zweite Frau als Bischöfin in der anglikanischen Kirchenwelt. 2008 folgte als anglikanische Bischöfin in Neuseeland Victoria Matthews im Bistum Christchurch in der Anglican Church in Aotearoa, New Zealand and Polynesia.
Jamieson ist mit dem Lehrer Jan Jamieson verheiratet; ihr Ehemann stammt aus Neuseeland.